# 청주 출토 순천김씨 의복 및 간찰
청주 출토 순천김씨 의복 및 간찰(淸州 出土 順天金氏 衣服 및 簡札)은 채무이(蔡無易, 1537~1594)의 둘째 부인 순천 김씨의 묘에서 출토된 옷과 편지이다.

## 출토
1977년 청주공항을 짓기 위해 채무이와 둘째 부인 순천 김씨의 묘를 이장하던 중 수습되었다.

## 간찰
편지는 순천 김씨와 남편 채무이, 그리고 순천 김씨의 친정 식구들끼리 주고 받은 것이다. 순천 김씨의 친정 식구들은 어머니 신천 강씨, 아버지 김훈(金壎, 찰방), 남자 형제 김여물 · 김여흘과 여자 형제가 있었다.
편지 192매 중 189매가 언간으로, 당시의 언어를 연구하는 사료로 활용된다.

## 참고 자료
- 청주 출토 순천김씨 의복 및 간찰 - 국가유산청 국가유산포털